# Halicyclops bowmani
Halicyclops bowmani – gatunek widłonoga z rodziny Halicyclopidae. Opisali go w 1993 roku brazylijski profesor zoologii Carlos Eduardo Falavigna da Rocha z Universidade de São Paulo oraz amerykański zoolog Thomas M. Iliffe z Texas A&M University at Galveston. Miejsce typowe to jaskinie na Bermudach.